# Amstel Gold Race 1967
L'Amstel Gold Race 1967 fou la 2a edició de l'Amstel Gold Race. La cursa es disputà el 15 d'abril de 1967, sent el vencedor final el neerlandès Arie den Hartog, que s'imposà a l'esprint als seus companys d'escapada.
137 ciclistes hi van prendre part, acabant la cursa 49 d'ells.

## Classificació final
|    | Ciclista            | Equip                 | Temps      |
| -- | ------------------- | --------------------- | ---------- |
| 1  | Arie den Hartog     | Bic-Hutchinson        | 4h 51' 00" |
| 2  | Cees Lute           | Romeo-Smiths          | m. t.      |
| 3  | Harry Steevens      | Caballero             | m. t.      |
| 4  | Wim Schepers        | Caballero             | m. t.      |
| 5  | Bart Zoet           | Televizier-Batavus    | m. t.      |
| 6  | Eddy Beugels        | Mercier-Hutchinson-BP | m. t.      |
| 7  | Jean-Louis Bodin    | Mercier-Hutchinson-BP | m. t.      |
| 8  | Georges Chappe      | Mercier-Hutchinson-BP | m. t.      |
| 9  | Jos van der Vleuten | Televizier-Batavus    | m. t.      |
| 10 | Jan Tummers         | Willem II-Gazelle     | m. t.      |